# جاست دانس (لعبة فيديو)
جاست دانس (بالإنجليزية: Just Dance)‏ ، هي لعبة فيديو من نوع الرقص ، أنتجت شركة يوبي سوفت عام 2009م ، وهي الجزء الأول الرئيسية من سلسلة لعبة جاست دانس ، وتعمل حصراً على نظام نينتندو وي.

## وصلات خارجية
- الموقع الرسمي